# 侯志强 (1963年)
侯志强（1963年6月—）男性，甘肃环县人，1983年8月参加工作，1988年9月加入中国共产党。甘肃省委党校研究生文化程度。中华人民共和国政治人物。

## 生平
侯志强曾于2015年至2021年出任中共镇原县委副书记、县长。因在脱贫攻坚战中作出突出贡献，2021年2月25日全国脱贫攻坚总结表彰大会上，侯志强被授予“全国脱贫攻坚先进个人”荣誉称号。
2021年12月15日，侯志强当选为庆阳市政协副主席。